# Izzat Ibrahim al-Douri
Izzat Ibrahim al-Douri (tiếng Ả Rập: عزة إبراهيم الدوري 'Izzat Ibrahim ad-Duri; 1 tháng 7 năm 1942 – 27 tháng 10 năm 2020) là một trung tướng lục quân Iraq và một chỉ huy của quân đội Iraq. Ông là một chỉ huy quân đội Iraq và Phó chủ tịch lục quân Hội đồng Chỉ huy Cách mạng Iraq cho đến cuộc xâm lược do Mỹ đứng đầu ở Iraq năm 2003.
Al-Douri là người cao cấp nhất trong đảng Baath chạy trốn truy nã thành công sau cuộc xâm lược Iraq năm 2003, và là quân bài K trong bộ bài những người Iraq bị truy nã gắt gao nhất.